# Naim Sharifi
Naim Sharifi (tiếng Tajik: Наим Шарифӣ; tiếng Nga: Махмаднаим Махмадкаримзаде Шарифи; sinh ngày 3 tháng 6 năm 1992) là một cầu thủ bóng đá người Nga-Tajikistan. Anh thi đấu cho FC Fakel Voronezh.

## Sự nghiệp câu lạc bộ
Anh thi đấu cho đội dự bị của F.K. Lokomotiv Moskva năm 2009 and 2010. Anh không thi đấu ở câu lạc bộ con tại Russian Second Division F.K. Lokomotiv-2 Moskva như một số lần bị báo cáo nhầm lẫn.
Anh có màn ra mắt tại Giải bóng đá ngoại hạng Nga vào ngày 3 tháng 11 năm 2012 cho F.K. Amkar Perm trong trận đấu với F.K. Kuban Krasnodar.